# Antocha exilistyla
Antocha exilistyla är en tvåvingeart som beskrevs av Alexander 1969. Antocha exilistyla ingår i släktet Antocha och familjen småharkrankar. Inga underarter finns listade i Catalogue of Life.